# Bartolomé Pérez de la Dehesa
Bartolomé Pérez de la Dehesa – hiszpański malarz barokowy specjalizujący się w kompozycjach kwiatowych. Był kontynuatorem stylu swojego teścia Juana de Arellano.